# Francisco Tapia
Francisco Javier Tapia Venegas (Concepción, Chile, 7 de febrero de 1989) es un Abogado exfutbolista chileno . Terminó su carrera deportiva en el equipo Barnechea de la Primera B de Chile.

## Trayectoria
Comenzó jugando en Santiago Wanderers de Valparaíso, en donde permaneció hasta los 16 años, siendo parte de una destacada camada de jugadores, destacando entre ellos, Carlos Muñoz, Juan Silva, Mauricio Viana.  
Posteriormente, en el año 2006 parte a Colo Colo, club en donde estuvo por 2 años y compartió camarín con Bruno Romo, Boris Sagredo, Ignacio Gonzalez, Rafael Caroca, entre otros. Sin embargo, sería el año 2008 en donde debutaría en la tercera división del futbol chileno, de la mano del técnico Luis Abarca quien dirigía a Provincial Talagante. 
Su carrera continuaría en club deportivo Magallanes, donde permaneció durante el año 2009, siendo dirigido por Osvalo "Arica" Hurtado Seleccionado Nacional y Exjugador de Universidad Católica.
Un año después defendería a camiseta de Deportes Melipilla, de la mano del técnico Hernan Abarca exjugador de Universidad de Chile y Católica.
Para el año 2011 ficha por San Luis de Quillota, club en donde tuvo una destacada campaña, marcando más de 5 goles en una temporada, lo que permitió que en el año 2012 llegara a la ciudad de Talca a defender los colores de Rangers, club en donde tuvo una destacada campaña en Primera división, disputando semifinales del campeonato de clausura de ese mismo año, lo que permitió que fuera comprado por el mismo club y extender su contrato por 3 años más. 
El año 2016 y luego de disputar semifinales en el torneo de Primera B, recala en A.C Barnechea, club que había descendido a la 2.ª División profesional del fútbol Chileno, ese año logra ascender a la Primera B, luego de una infartante final, en donde Deportes Melipilla, corría con ventaja. 
Actualmente, defiende los colores de A.C Barnechea, club en donde lleva 4 años. 

## Clubes
| Club               | País  | Año       |
| ------------------ | ----- | --------- |
| Magallanes         | Chile | 2009      |
| Deportes Melipilla | Chile | 2010      |
| San Luis           | Chile | 2011      |
| Rangers            | Chile | 2012-2016 |
| Barnechea          | Chile | 2016-Act. |